# الظاهر (نخل)
الظاهر منطقة سكنية تقع في ولاية نخل، التابعة لمحافظة جنوب الباطنة في سلطنة عمان. يقدر عدد سكانها بـ 5 نسمة حسب إحصاء عام 2010 التابع للمركز الوطني للإحصاء والمعلومات الحكومي. رمز المنطقة هو 70330282.

## الوصلات الخارجية
- المركز الوطني للإحصاء والمعلومات، سلطنة عمان